# Hrabstwo Miller (Missouri)
Hrabstwo Miller (ang. Miller County) – hrabstwo w stanie Missouri w Stanach Zjednoczonych. Obszar całkowity hrabstwa obejmuje powierzchnię 599,94 mil2 (1 554 km²). Według danych z 2010 r. hrabstwo miało 24 748 mieszkańców. Hrabstwo powstało w 1837 roku i nosi imię Johna Millera - gubernatora i kongresmena.

## Sąsiednie hrabstwa
- Hrabstwo Moniteau (północ)
- Hrabstwo Cole (północny wschód)
- Hrabstwo Osage (północny wschód)
- Hrabstwo Maries (wschód)
- Hrabstwo Pulaski (południe)
- Hrabstwo Camden (południowy zachód)
- Hrabstwo Morgan (zachód)

## Miasta
- Bagnell
- Eldon
- Iberia
- Lakeside

## Wioski
- Brumley
- Olean
- St. Elizabeth
- Tuscumbia